# Vid, Metković
Vid je naselje na Hrvaškem, ki upravno spada pod mesto Metković; le-ta pa spada pod Dubrovniško-neretvansko županijo.

## Lega
Vid je naselje v Južni Dalmaciji. Leži ob lokalni cesti 4 km severozahodno od Metkovićev na desnem bregu rečice Norin, ki je pritok Neretve.

## Zgodovina
V naselju stojijo župnijska cerkev Gospe Snježne postavljene v 20. stoletju, cerkev sv. Vida iz 16. stoletja in arheološki muzej Narona. Prva župa je bila ustanovljena leta 1720. V starih listinah ohranjenih iz 15. stoletja se omenja srednjeveška cerkev sv. Marije, katero pa so Turki porušili. Po osvoboditvi izpod turške zasedbe pa so na njenih temeljih proti kuncu 17. stoletja postavili novo cerkev, ki pa je bila leta 1901 ponovno porušena. Danes na tem mestu stoji župnijska cerkev Gospe Snježne zgrajene leta 1961. Cerkev sv. Vida, ki je bila postavljena v 16. stoletju je zgrajena na temeljih starokrščanske bazilike iz 5. stoletja. Na arheološkem najdišču Augustova hrama odkritega leta 1996 je bil leta 2007 odprt Arheološki muzej Narona, ki je prvi in situ (slovensko: na kraju samem - temeljno varstveno načelo, ki poudarja nedeljivo povezanost varovanja najdenega v okolju kjer je nastalo) muzej na Hrvaškem.

## Demografija
| Pregled števila prebivalcev po letih | Pregled števila prebivalcev po letih | Pregled števila prebivalcev po letih | Pregled števila prebivalcev po letih | Pregled števila prebivalcev po letih | Pregled števila prebivalcev po letih | Pregled števila prebivalcev po letih | Pregled števila prebivalcev po letih | Pregled števila prebivalcev po letih | Pregled števila prebivalcev po letih | Pregled števila prebivalcev po letih | Pregled števila prebivalcev po letih | Pregled števila prebivalcev po letih | Pregled števila prebivalcev po letih | Pregled števila prebivalcev po letih |
| ------------------------------------ | ------------------------------------ | ------------------------------------ | ------------------------------------ | ------------------------------------ | ------------------------------------ | ------------------------------------ | ------------------------------------ | ------------------------------------ | ------------------------------------ | ------------------------------------ | ------------------------------------ | ------------------------------------ | ------------------------------------ | ------------------------------------ |
| 1857                                 | 1869                                 | 1880                                 | 1890                                 | 1900                                 | 1910                                 | 1921                                 | 1931                                 | 1948                                 | 1953                                 | 1961                                 | 1971                                 | 1981                                 | 1991                                 | 2001                                 |
| 477                                  | 551                                  | 532                                  | 594                                  | 686                                  | 769                                  | 963                                  | 1053                                 | 1080                                 | 1146                                 | 1256                                 | 1070                                 | 674                                  | 748                                  | 779                                  |